# 嘎措乡
嘎措乡，是中华人民共和国西藏自治区那曲市双湖县下辖的一个乡镇级行政单位。

## 行政区划
嘎措乡下辖以下地区：
玛威荣那村和瓦日香琼村。